# 边境伯宫

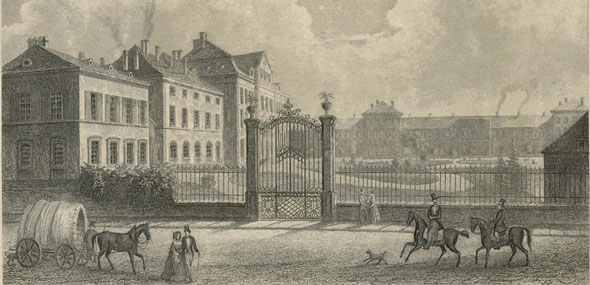

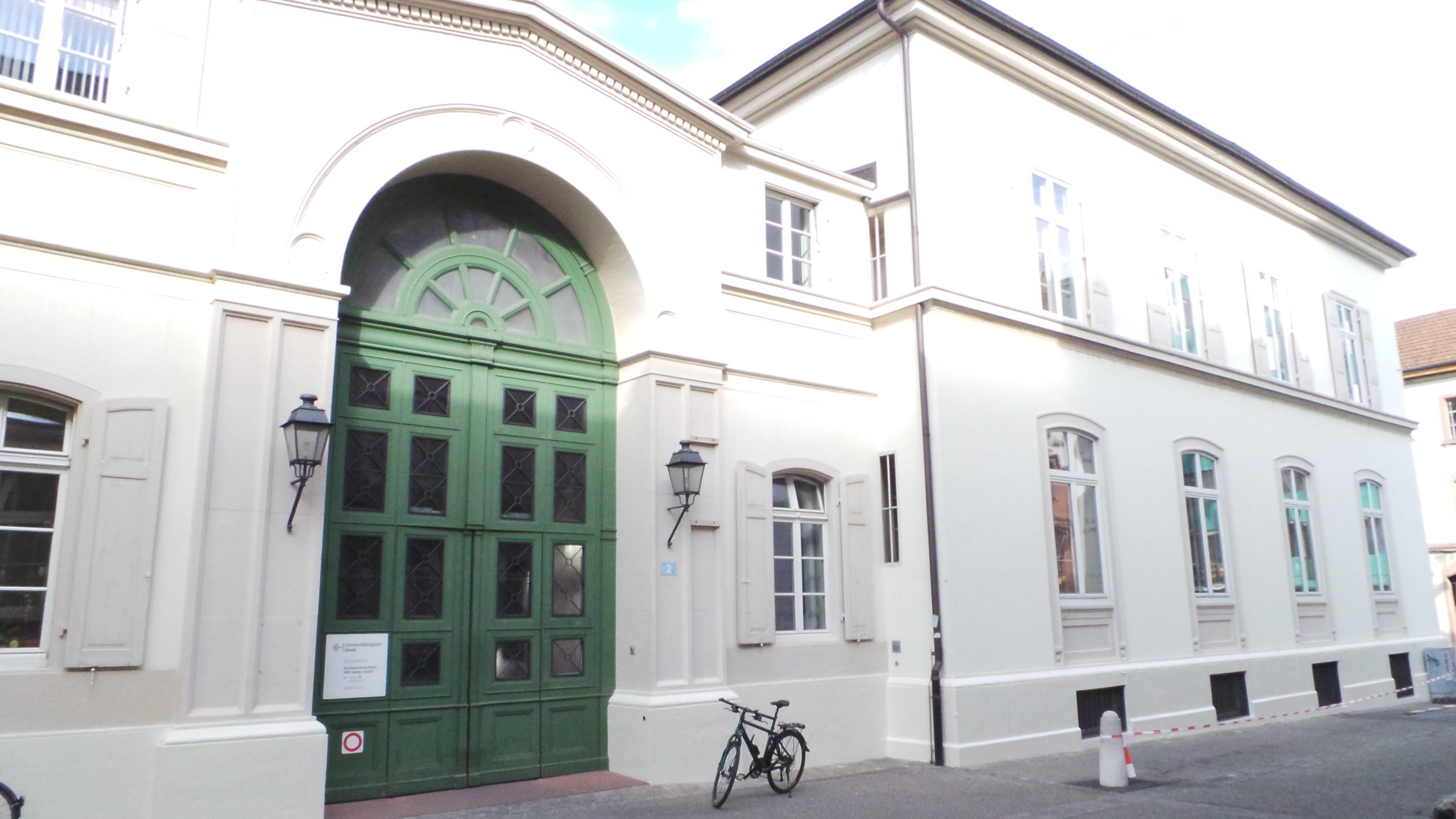

边境伯宫（德語：Markgräflerhof）是瑞士巴塞尔的一个巴洛克式的宫殿，由巴登-杜拉赫边境伯兴建，作为其境外住所，因为巴登-杜拉赫乃至他们的宫殿常常被战争和军队所破坏。

## 历史
边境伯在巴塞尔有几处住宅，但目前的宫殿由边境伯弗里德里希七世开始建于1698年，因为一场大火烧毁了以前的建筑。这座宫殿在1705年完成。建筑师 Augé 的规划来自法国建筑师 Charles Daviller的书籍。弗里德里希七世的继承人卡尔三世也经常使用宫殿。但后来，边境伯要居住在卡尔斯鲁厄。
巴塞尔市在1807年购买了宫殿，自1842年，由巴塞尔大学医院使用该建筑物。